# 1917 en bande dessinée

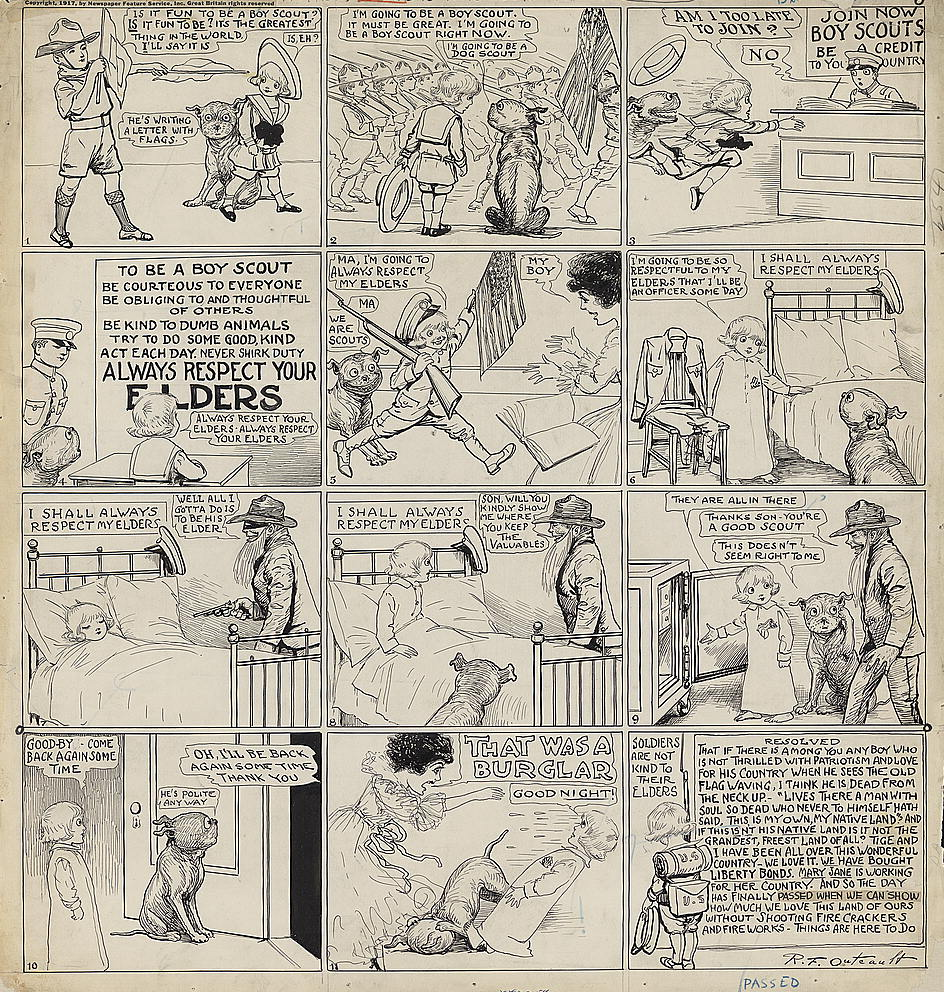
Buster Brown par Richard Felton Outcault, 1917

| Années de la bande dessinée : 1914 - 1915 - 1916 - 1917 - 1918 - 1919 - 1920    |
| Décennies de la bande dessinée : 1880 - 1890 - 1900 - 1910 - 1920 - 1930 - 1940 |

Cet article présente les faits marquants de l'année 1917 en bande dessinée.

## Évènements
- Première publication à Barcelone en Espagne de la revue TBO.

## Nouveaux albums
Voir aussi : Albums de bande dessinée sortis en 1917
| Sortie | Titre                     | Scénariste | Dessinateur    | Coloriste | Éditeur            |
| ------ | ------------------------- | ---------- | -------------- | --------- | ------------------ |
| ?      | Bécassine chez les Alliés | Caumery    | Joseph Pinchon |           | Gautier-Languereau |
| ?      | …                         |            |                |           |                    |

## Naissances
- 22 février : Reed Crandall († 13 septembre 1982).
- 6 mars : Will Eisner, auteur de bande dessinée américain († 3 janvier 2005).
- 1er avril : Sheldon Mayer, auteur de comics († 21 décembre 1991).
- 9 avril : Rolf Kauka, auteur de bande dessinée allemand († 13 septembre 2000).
- 18 avril : Carl Burgos, auteur de comics et créateur du premier Human Torch († 1er mars 1984).
- 18 mai : Bill Everett, auteur de comics († 27 février 1973).
- 10 juillet : Reg Smythe, auteur de bande dessinée anglais († 13 juin 1998).
- 28 août : Jack Kirby ou Jacob Kurtzberg, auteur de comics américain surnommé the King of Comics († 6 février 1994).
- 5 septembre : Marty Links, autrice de comic strips (Emmy Lou)
- 9 septembre : Frank Robbins, auteur de comics († 28 novembre 1994).
- 17 novembre : Frank Doyle, scénariste de comics († 3 avril 1996).
- 19 décembre : Noël Gloesner, dessinateur français († 1er août 1995).